# Підземна річка Пуерто-Принсеса
Підземна річка Пуерто-Принсеса — підземна річка, що знаходиться неподалік від філіппінського міста Пуерто-Принсеса, на острові Палаван (Філіппіни). Річка та місцевість навколо неї входить до складу Національного парку підземної річки міста Пуерто-Принсеса.

## Короткий опис
Національний парк розташований за 50 км від міста Пуерто-Принсеса, в районі гірського хребта Сент-Пол в північній частині острова. Територія парку простяглася до бухти Сент-Пол, а його межею є річка Бабуян. Нагляд за парком здійснює адміністрація міста. Раніше ця підземна річка називалася річкою Святого Павла. Вхід до парку розташований з боку міста Сабанг.
Парк знаходиться в зоні розвитку карста. Річка протікає під землею, в печері, в напрямку Південно-Китайського моря. Її довжина становить близько 8 км. Печера має декілька великих за розміром залів, в яких утворилося багато сталактитів та сталагмітів. До відкриття 2007 року підземної річки на півострові Юкатан у Мексиці, річка Пуерто-Принсеса вважалася найдовшою підземною річкою в світі.
4 грудня 1999 року Національний парк підземної річки міста Пуерто-Принсеса було занесено до списку Світової спадщини ЮНЕСКО.
11 листопада 2011 року річка Пуерто-Принсеса потрапила до попереднього списку Семи нових чудес природи, а 28 січня 2012 року її місце в цьому списку було офіційно підтверджене.

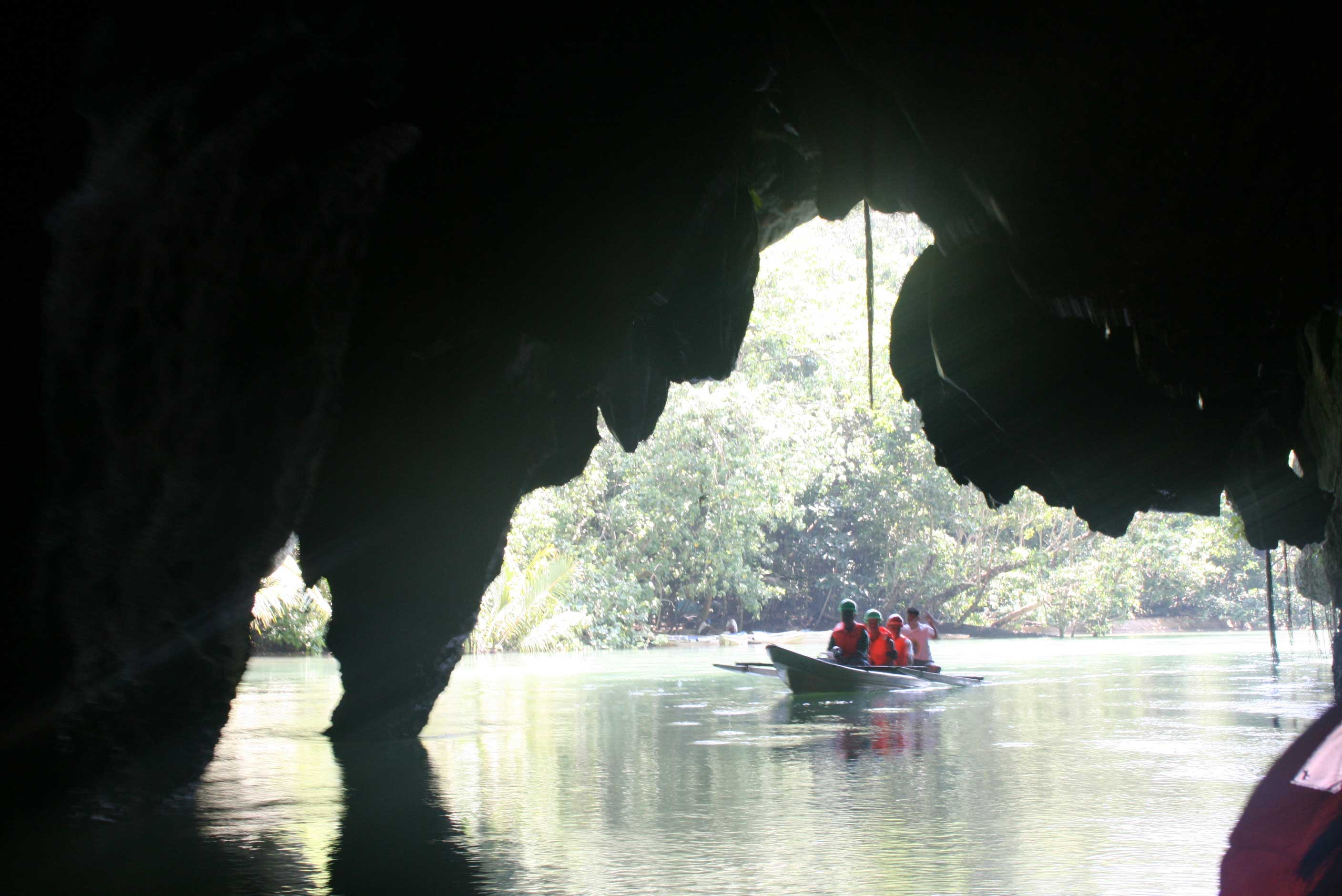
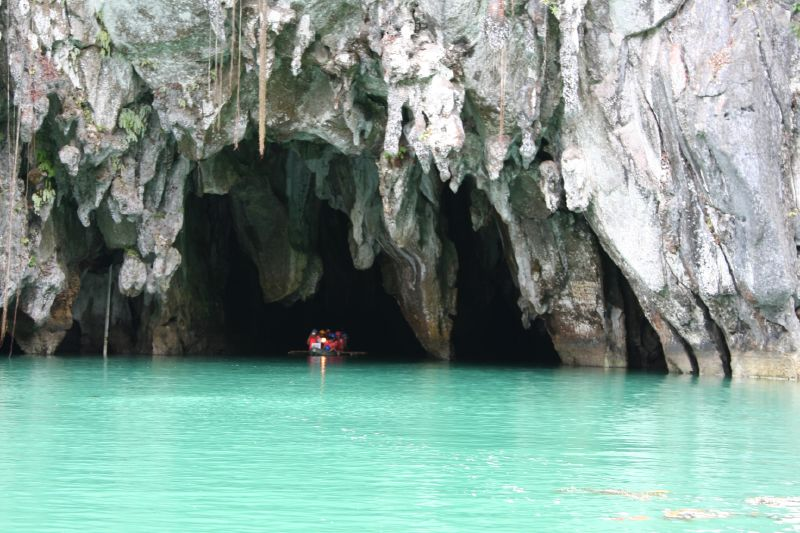
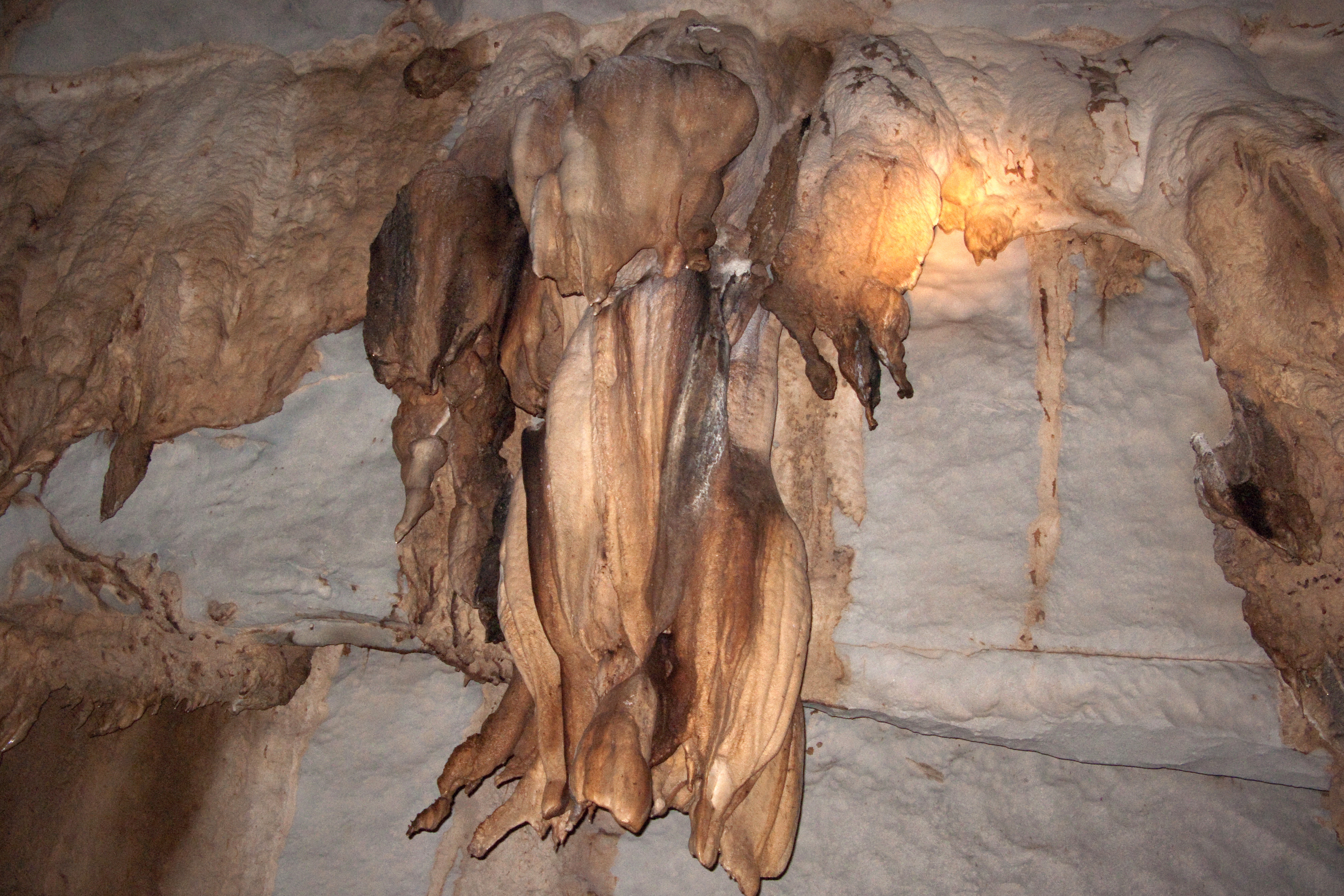
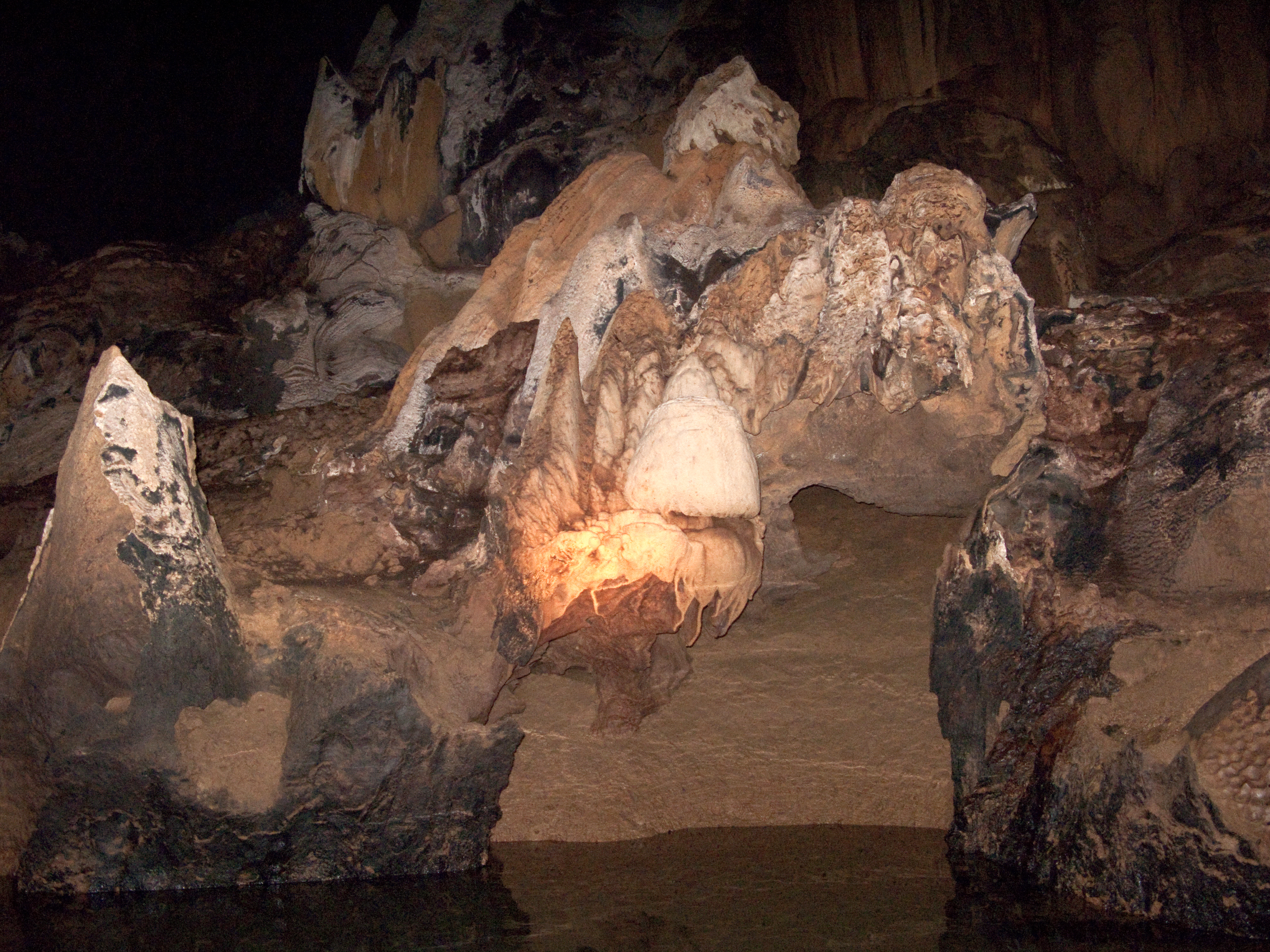
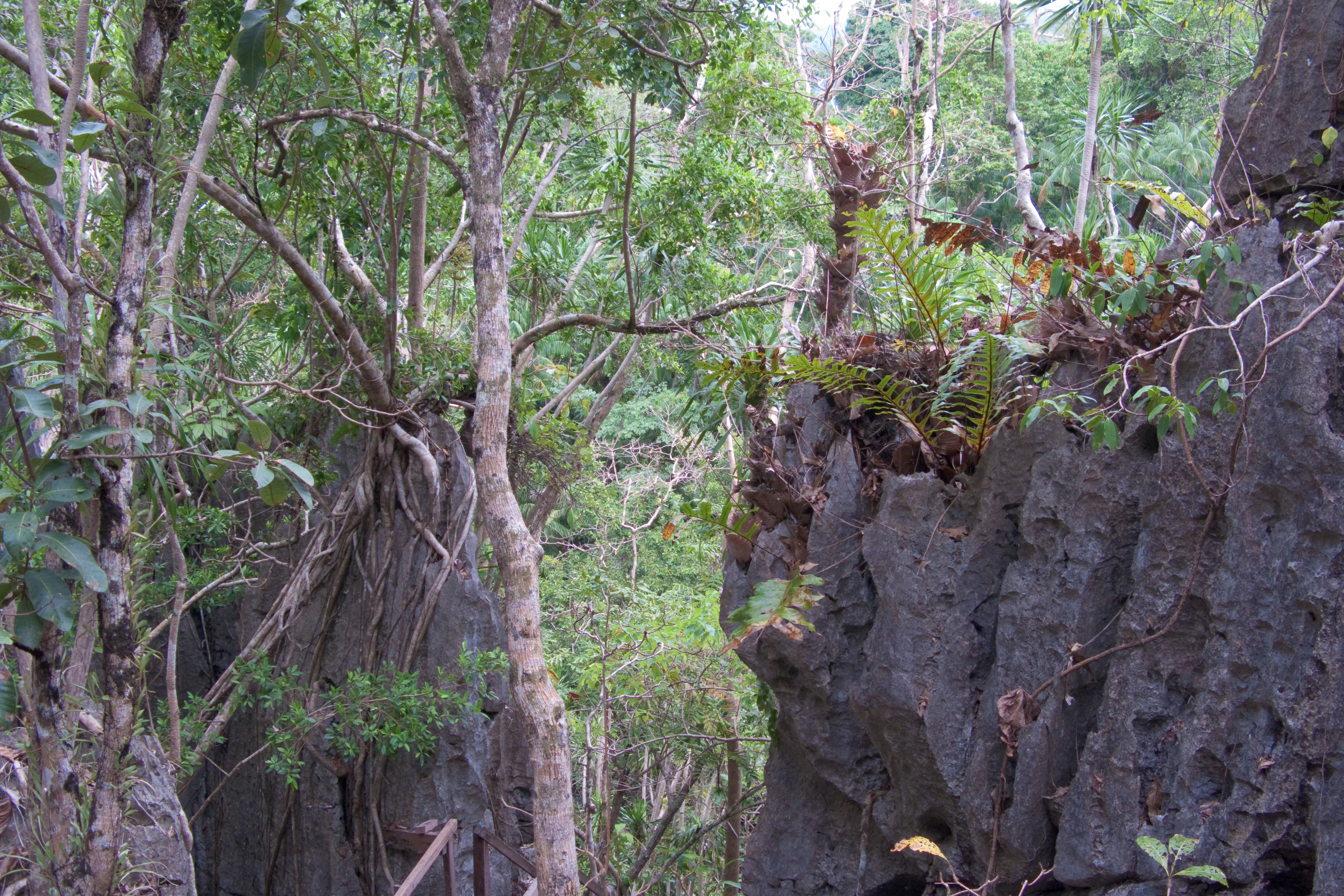

## Флора
Флора на території парку дуже різноманітна, лісова рослинність парку відносяться до 13 різних типів, характерних для тропічної Азії. Окремі ділянки покриті гірськими лісами, вічнозеленими лісами рівнин, галерейними (ростуть на берегах річок та струмків) і береговими лісами, мангровими заростями. Ліси ростуть на вапнякових та на заболочених ґрунтах. Дослідниками відкрито 800 видів рослин, які належать до 300 родів та 100 родин.
Найбільші дерева в низинах: дао (Dracontomelon dao), іпіль (Instia bijuga), діта (Alstonia scholaris), амугіс (Koordersiodendrum pinnatum), апітонг (Dipterocarpus gracilis). У лісах морського узбережжя найбільшими деревами є бітаог (Calophyllum inophyllum), каранджа (Pongamia pinnata), Erynthia orientalis. В інших рослинних формаціях широко поширені альмацига (Agathis philippinensis), камагонг (Diospyros pulganensis), панданус (Pandanus sp.), анібонг, раттан (Calamus sp.)

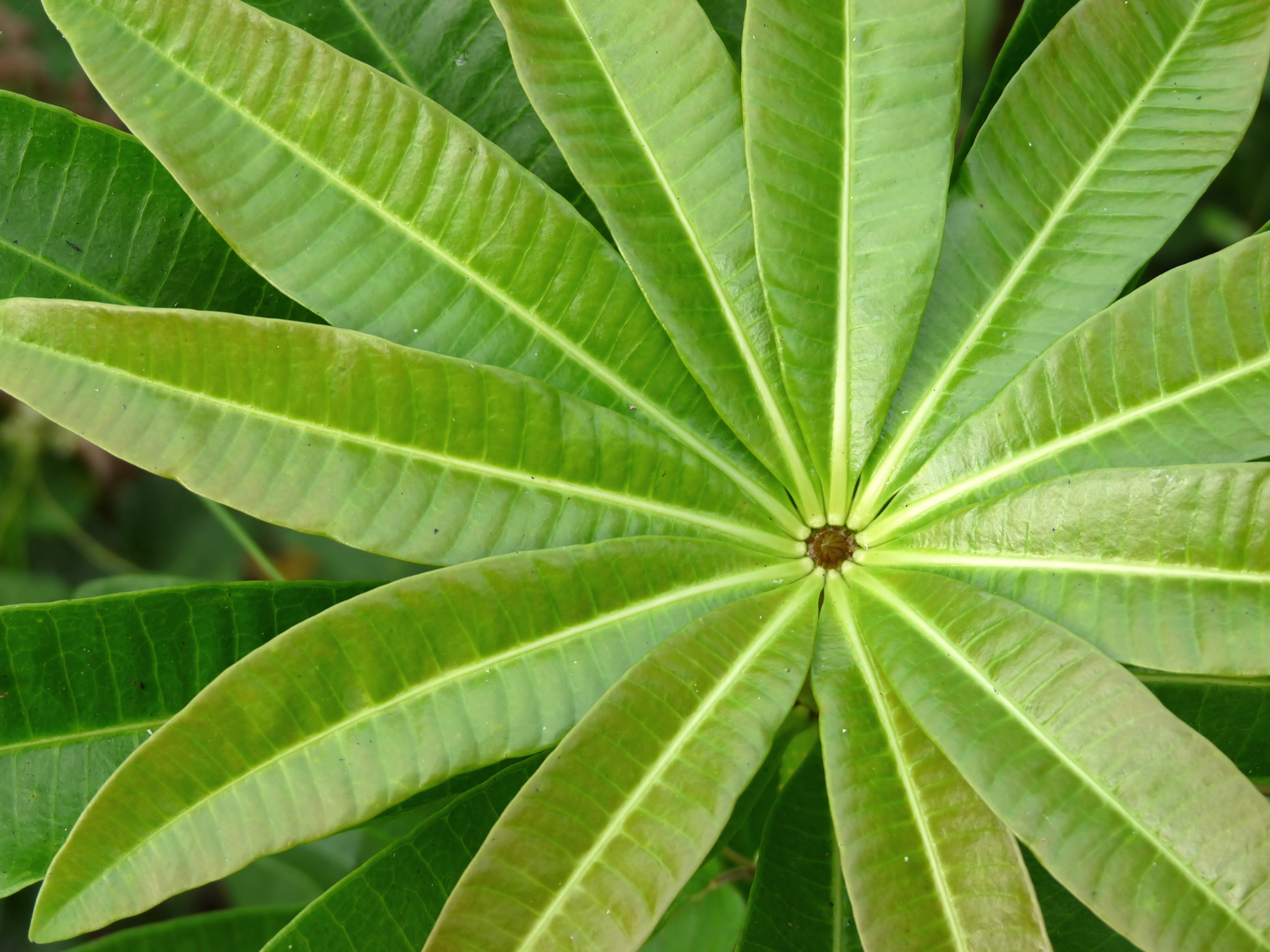
Листок Alstonia scholaris
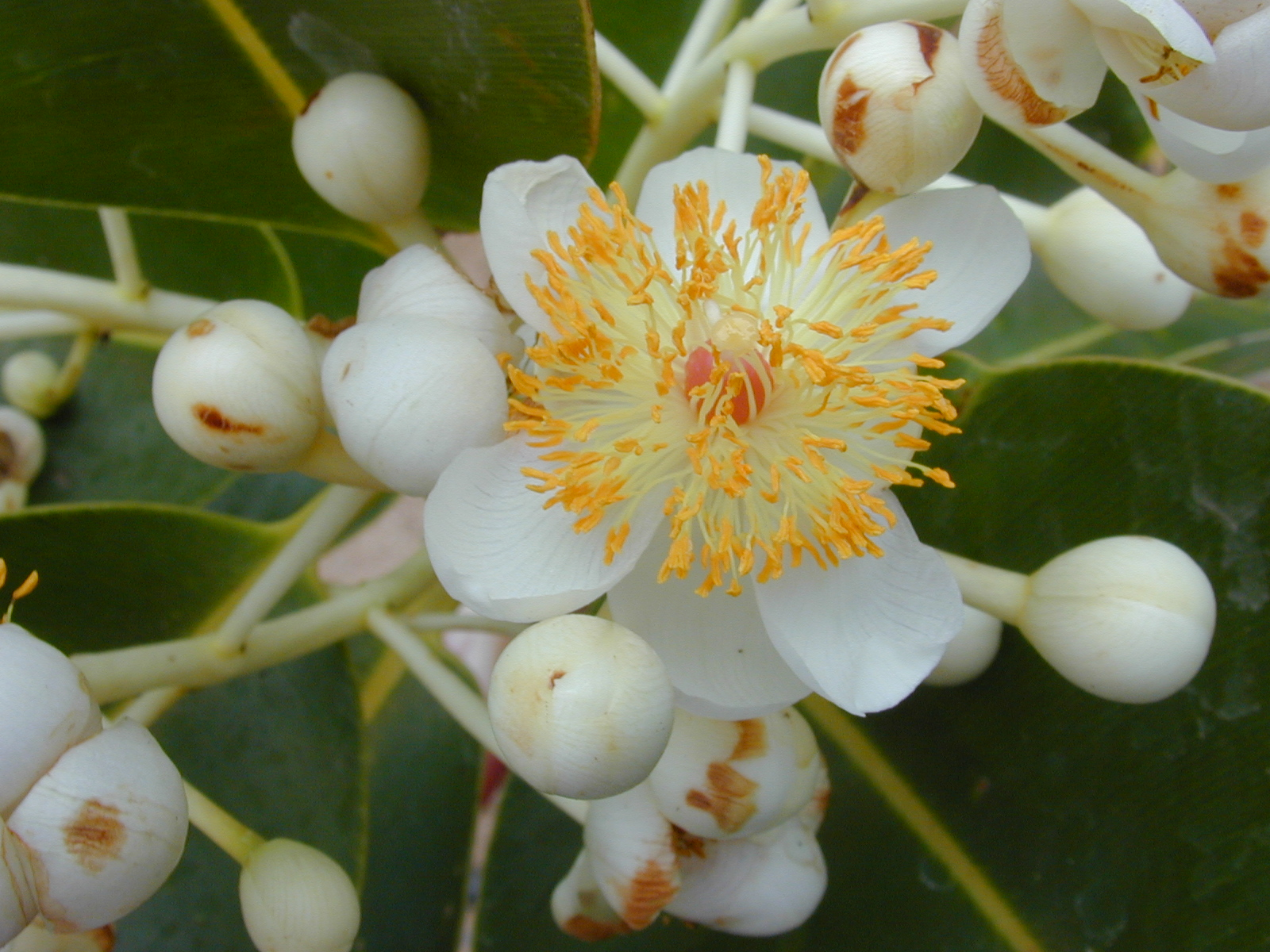
Calophyllum inophyllum
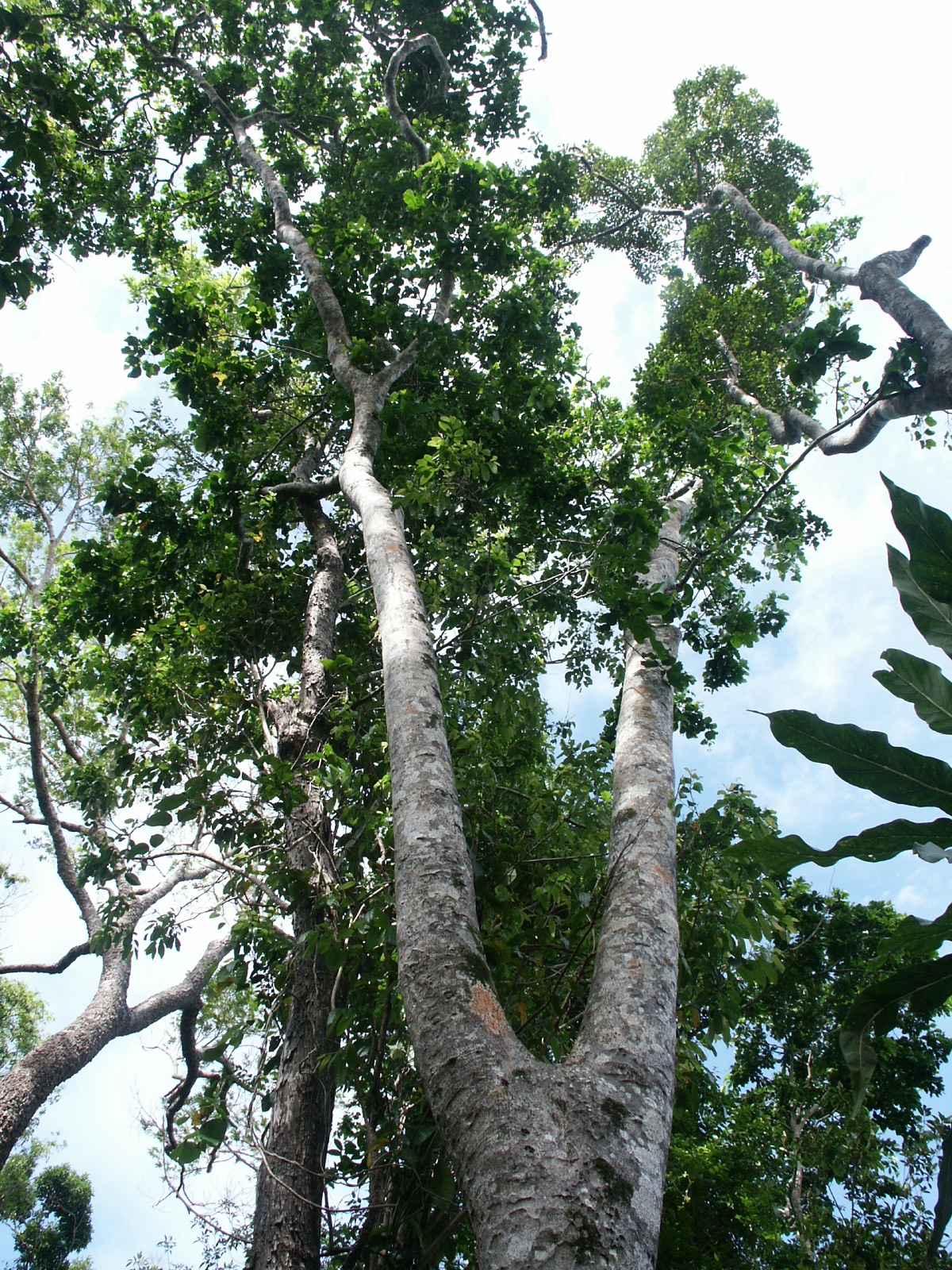
Intsia bijuga
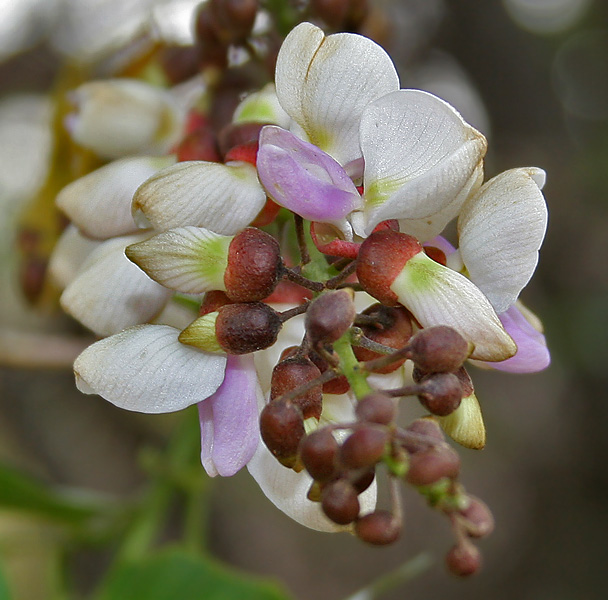
Millettia pinnata

## Фауна
З 252 видів птахів, що зустрічаються на Палавані, у цьому парку представлено 165 видів. Тут зустрічаються всі 15 ендемічних видів птахів Палавана. Особливо примітні синьоголовий папуга (Tanygnathus lucionensis) та білогрудий морський орлан (Halitutus leucogates).
Наразі у спеціальній літературі описано 30 видів місцевих ссавців (Madulid, 1998). Під покровом лісу та на морському узбережжі часто зустрічається довгохвоста макака (Macaca fascicularis), єдиний представник приматів. Також зустрічається бородата свиня (Sus barbatus), палаванський бінтуронг (Arctictis binturong) та ін.
Ідентифіковано 19 видів рептилій, з них 8 видів — ендеміки (Madulid, 1998). Це — змії, варани, ящірки. Земноводні представлені 10-ма видами. Часто зустрічається в цій місцевості філіппінська лісова жаба (Rana acanthi). Поширеним є також ще один вид — філіппінська барбурула (Barbourula busuangensis), ендемік Палавана.
З представників підводного світу можна згадати дюгоня (Dugong dugon) та морську черепаху Хоксбілла (Chelonia mydas).

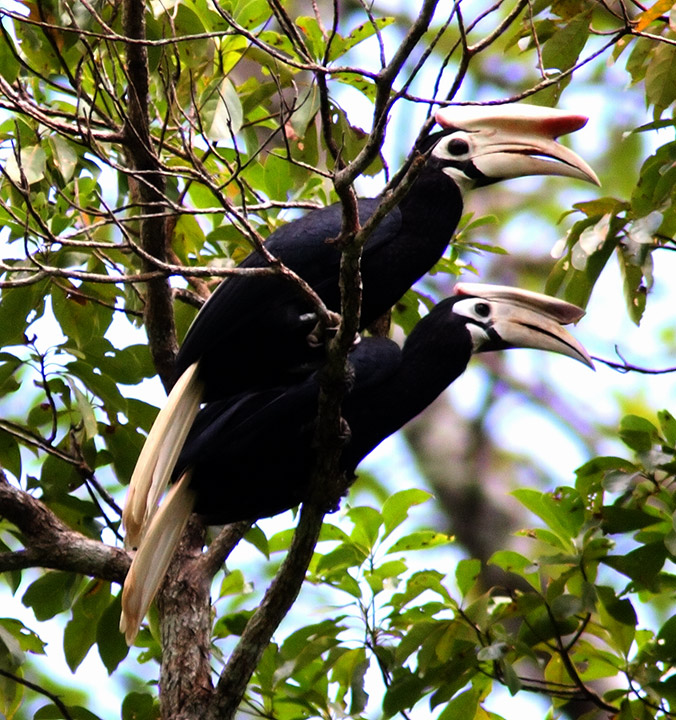
Anthracoceros marchei
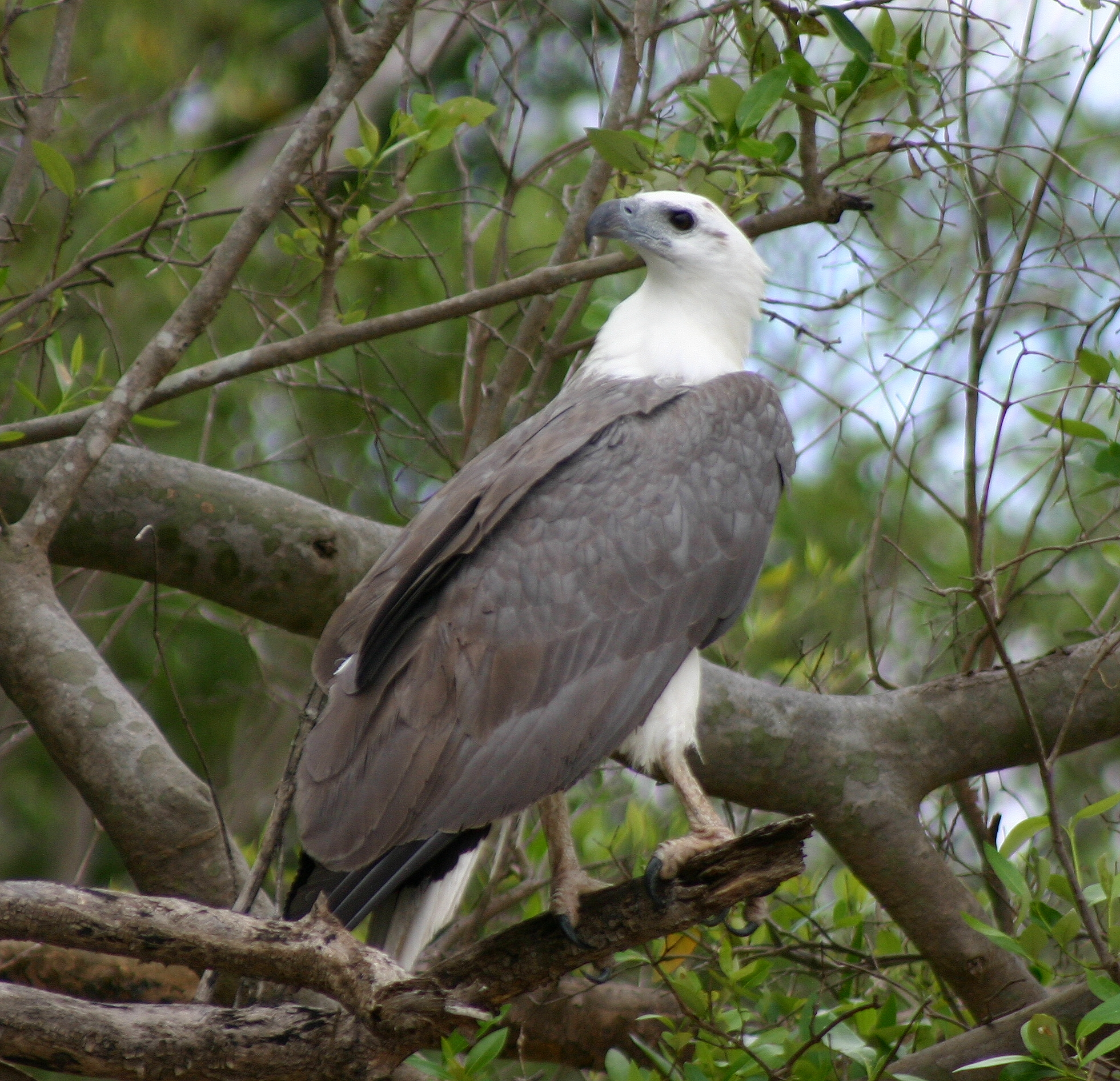
Білогрудий морський орлан
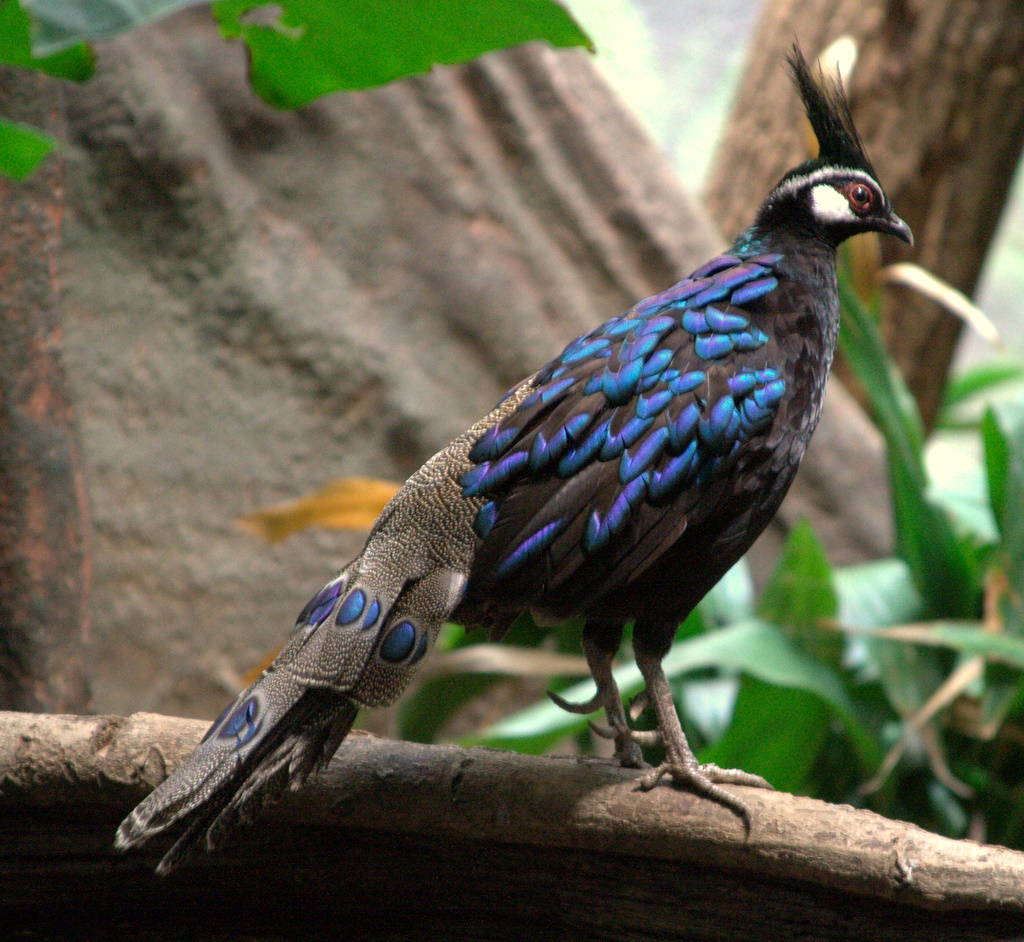
Фазан Polyplectron napoleonis
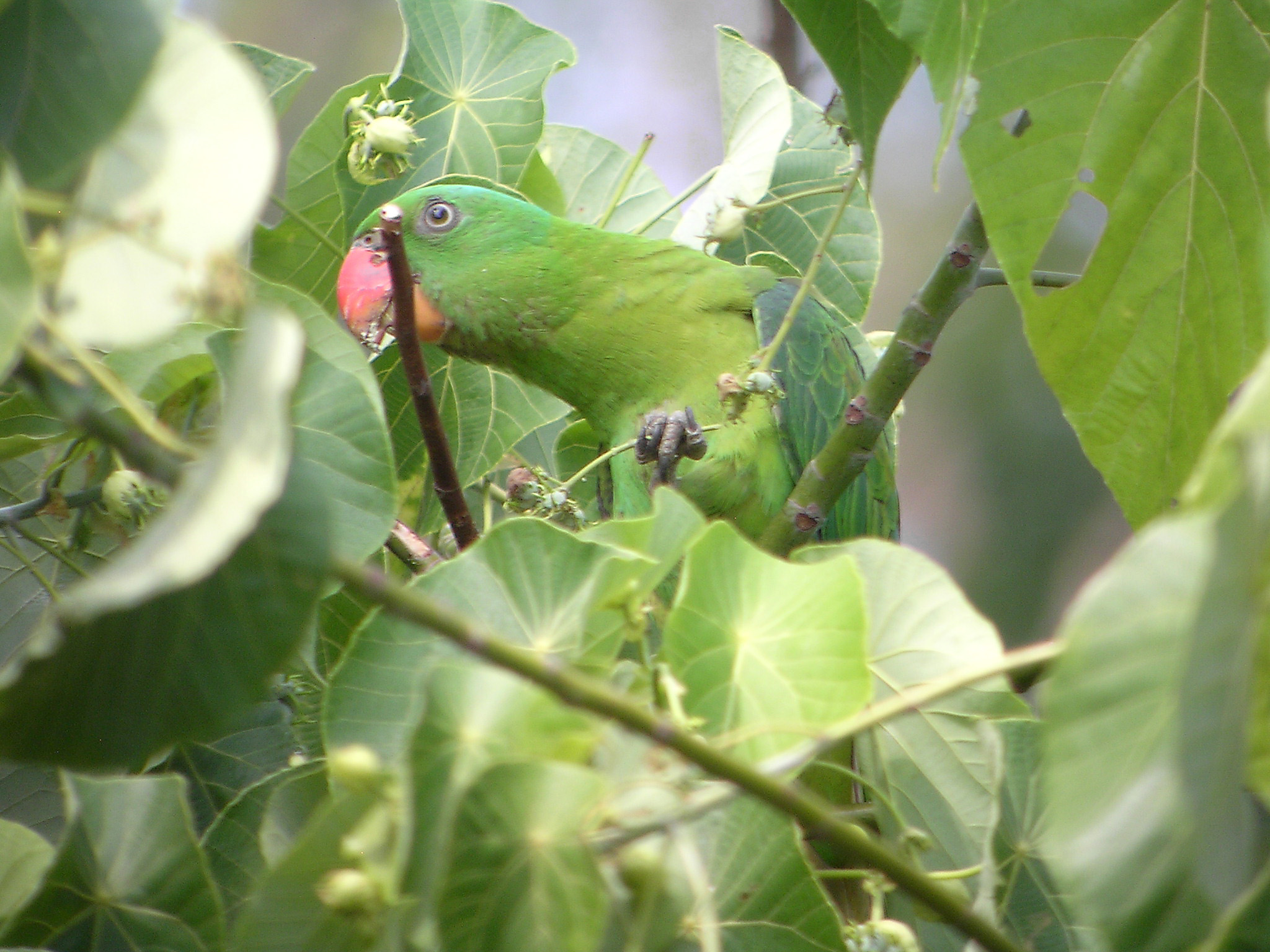
Синьоголовий папуга
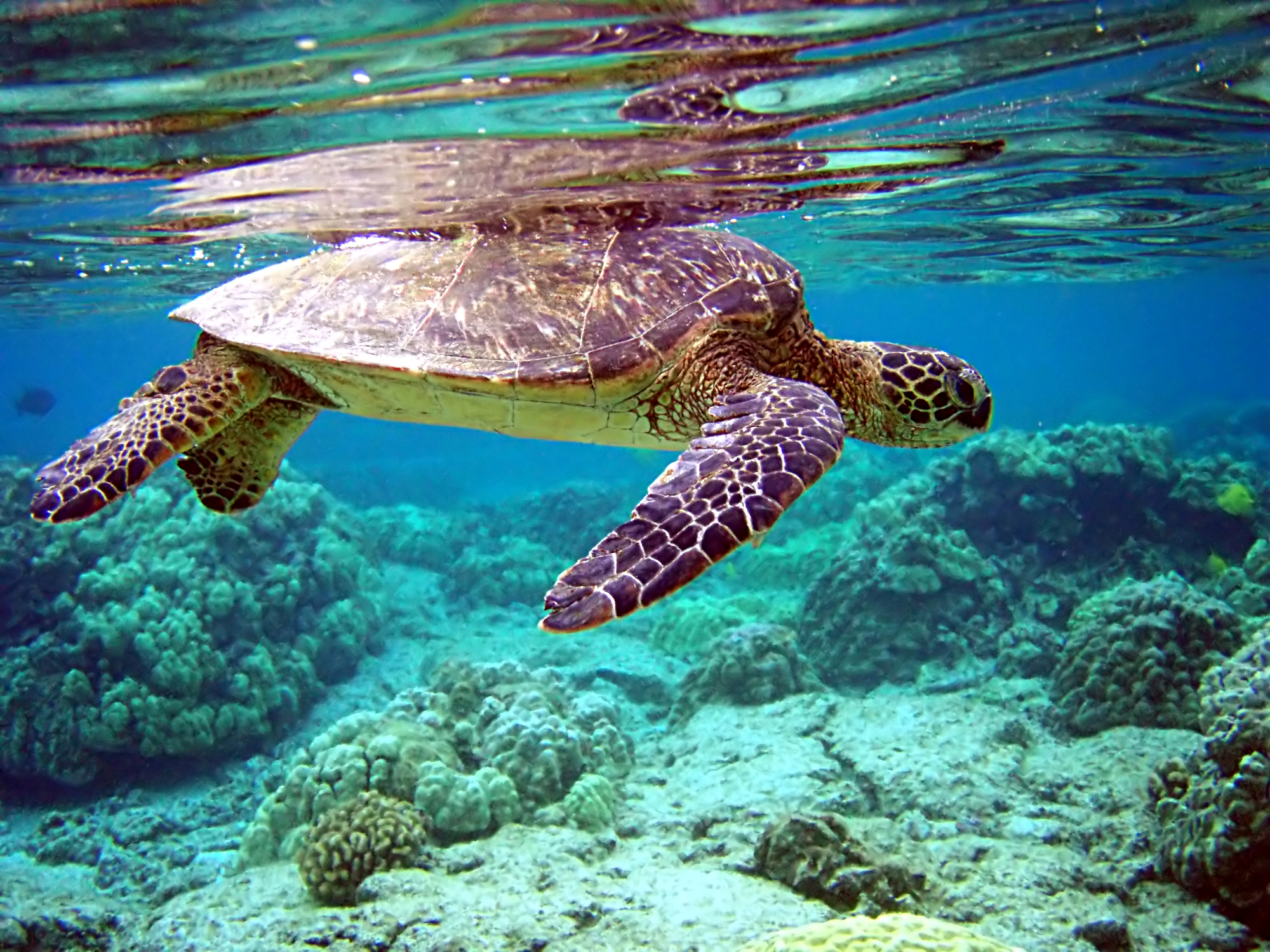
Зелена черепаха
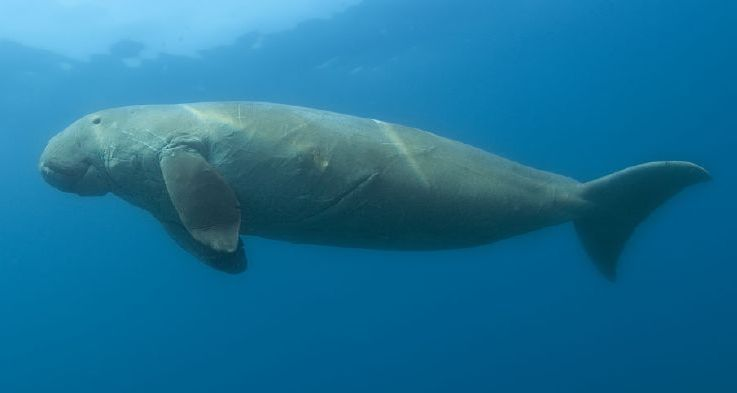
Дюгонь
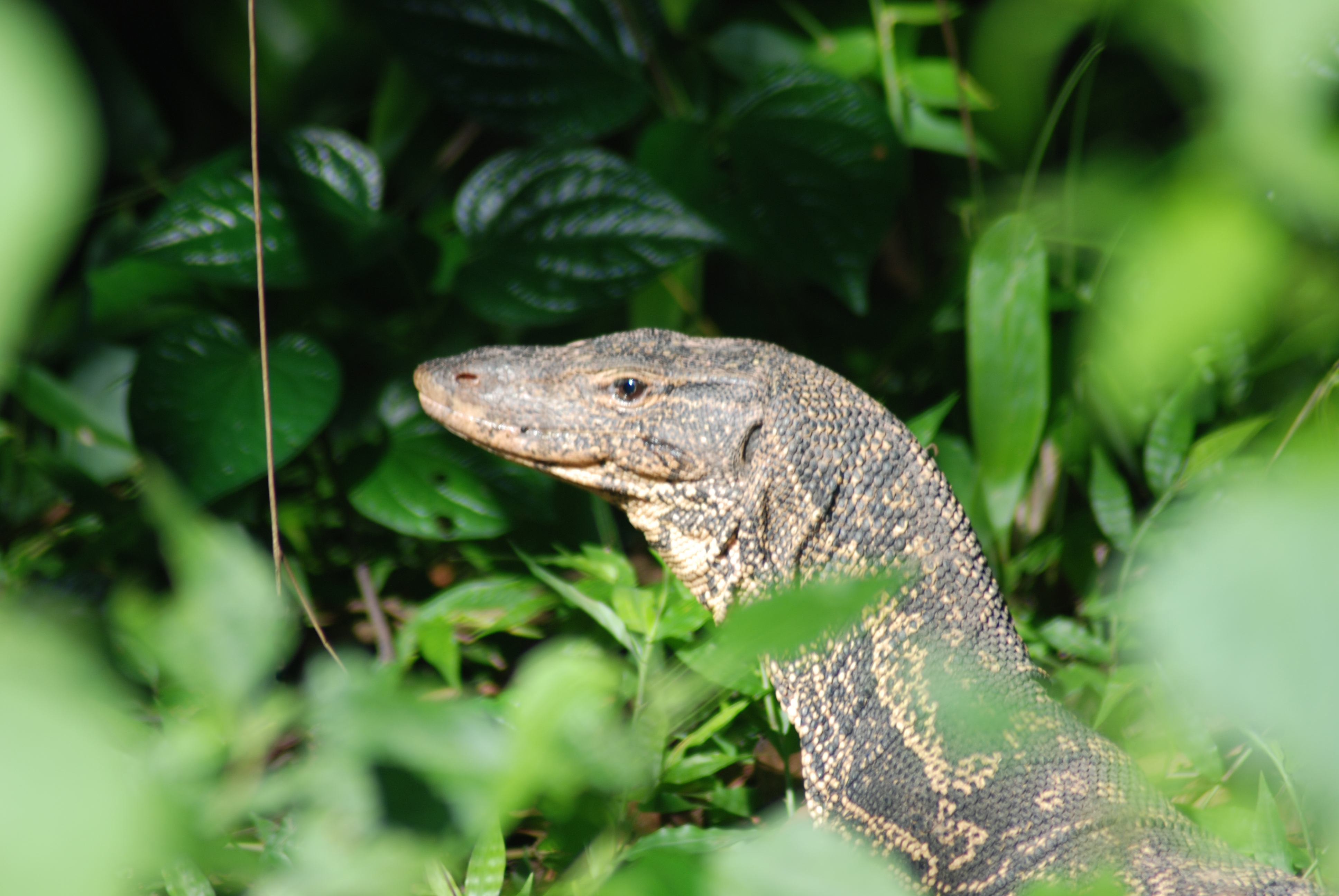
Смугастий варан